# Архиепархия Дижона

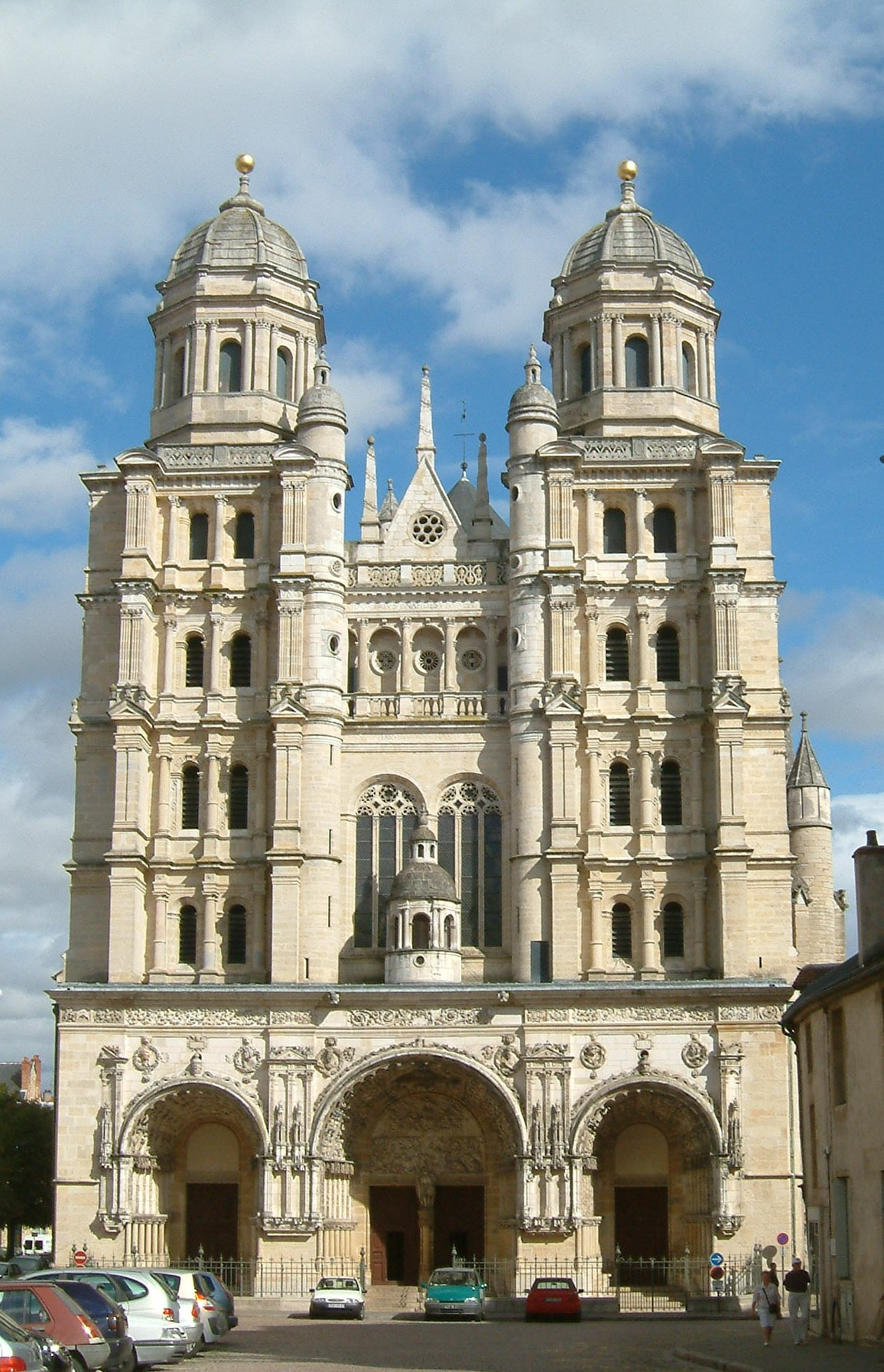
Церковь святого Михаила, Дижон, Франция

Архиепархия Дижона (лат. Archidioecesis Divionensis) — епархия Римско-Католической церкви с центром в городе Дижон, Франция. Архиепархия Дижона распространяет свою юрисдикцию на территорию департамента Кот-д’Ор. В митрополию Дижона входят епархии Невера, Отёна и территориальная прелатура Миссия Франции. В церковную провинцию Дижона входит архиепархия Санса. Кафедральным собором архиепархии Дижона является церковь святого Бенигния.

## История
9 апреля 1731 года Римский папа Климент XII учредил епархию Дижона. 23 ноября 1801 года после конкордата с Францией к епархии Дижона была присоединена территория упразднённой епархии Лангра.
16 ноября 2002 года епархия Дижона была возведена в ранг архиепархии.

## Ординарии архиепархии
- епископ Жан-Жак Буйе де Лантене (9.04.1731 — октябрь 1743);
- епископ Клод Буйе (16.12.1743 — 19.06.1755);
- епископ Клод-Марк-Антуан д'Апшон де Корженон (24.09.1755 — 18.02.1776) — назначен архиепископом Оша;
- епископ Жак-Жозеф-Франсуа де Вогюэ (3.03.1776 — 6.02.1787);
- епископ Рене де Монтье де Меренвиль (25.02.1787 — 2.12.1801);
- епископ Анри Ремон (11.04.1802 — 20.02.1820);
- епископ Жан-Батист Дюбуа (4.03.1820 — 6.01.1822);
- епископ Жан-Франсуа Мартен де Буавиль (14.01.1822 — 27.05.1829);
- епископ Жак Район (7.06.1829 — 14.12.1830) — назначен архиепископом Экса;
- епископ Клод Ре (9.07.1831 — 8.05.1838);
- епископ Франсуа-Виктор Риве (10.05.1838 — 12.07.1884);
- епископ Жан-Пьер-Бернар Кастийон (13.01.1885 — 9.11.1885);
- епископ Виктор-Люсьен-Сюльпис Леко (3.03.1886 — 3.06.1890) — назначен архиепископом Бордо;
- епископ Федерик-Анри Ури (3.06.1890 – 8.07.1898) – назначен архиепископом Алжира;
- епископ Альбер-Леон-Мари Ле Норде (7.07.1898 — 4.09.1904);
- епископ Пьер Дадоль (21.02.1906 — 22.05.1911);
- епископ Жак-Луи Монесте (11.08.1911 — 31.03.1915);
- епископ Морис Ландриё (6.12.1915 — 11.12.1926);
- епископ Пьер-Андре-Шарль Пети де Жюльвиль (23.06.1927 — 7.08.1936) — назначен архиепископом Руана;
- епископ Гийом-Марьюс Самбель (15.03.1937 — 11.04.1964);
- епископ Андре-Жан-Мари Шарль де ла Брус (11.04.1964 — 22.04.1974);
- епископ Альбер Декуртрэ (22.04.1974 — 29.10.1981) — назначен архиепископом Лиона;
- епископ Жан-Мари Баллан (6.11.1982 — 8.08.1988) — назначен архиепископом Реймса;
- архиепископ Мишель Луи Колони (30.01.1989 — 13.02.2004);
- архиепископ Ролан Миннерат (13.04.2004 — по настоящее время).

## Источник
- Annuario Pontificio, Libreria Editrice Vaticana, Città del Vaticano, 2003, ISBN 88-209-7422-3
- Булла Omnium ecclesiarum Архивная копия от 3 сентября 2013 на Wayback Machine  (лат.)